# 内藤正範
内藤 正範（ないとう まさのり、延享4年（1747年） - 没年不明）は、江戸時代中後期の旗本、歌人。政次郎。通称、外記。官途は従五位下安芸守、甲斐守。内藤政利の次男として生まれ、内藤正雄の末期養子となった。妻は松平忠寄の娘、後妻は内藤信庸の娘。
江戸に生まれた。明和6年（1769年）9月5日に養父・正雄の跡を継ぐ。安永3年（1774年）10月4日に定火消、天明6年（1786年）閏10月21日に小姓組番頭（天明7年（1787年）8月21日辞任後、寛政5年（1793年）5月12日に再任）、寛政8年（1796年）6月5日に書院番頭、寛政11年（1799年）12月17日に大番頭となる。文化2年（1805年）8月21日に駿府城代となり、文化4年（1807年）1月29日に辞任した。
冷泉家、日野家門下に和歌を学び、石野広通、横瀬貞臣と合わせて近世武家の三歌人といわれた。家集に「春草」がある。ほかに享和元年（1801年）、東海道を通り江戸から難波に赴いた紀行文「蘆の仮寝廼記」がある。